# 喬爾諾格拉濟夫卡 (科澤利希納區)
49°13′10″N 34°1′34″E / 49.21944°N 34.02611°E
喬爾諾格拉濟夫卡（烏克蘭語：Чорноглазівка），是烏克蘭中部的村莊，隸屬波爾塔瓦州的克雷門丘克區。該村處於沃夫恰河左岸，分別距離奧列尼夫卡0.5公里和斯拉夫尼夫卡1公里，海拔高度86米，2001年人口24。